# Josef Heu
Josef Heu (* 21. Februar 1876 in Marburg an der Drau; † 30. Oktober 1952 in Ampleforth, North Yorkshire in England) war ein österreichischer Maler, Bildhauer und Lehrer.

## Leben und Wirken
Seine erste Ausbildung erhielt Josef Heu an der Grazer Staatsgewerbeschule, deren Offenen Zeichensaal er 1893 besuchte. Von 1893 bis 1898 studierte er an der Akademie der bildenden Künste in Wien. Seiner Lehrer waren die berühmten Bildhauer Edmund von Hellmer und Caspar von Zumbusch. Der Rompreis, ein österreichisches Staatsreisestipendium, ermöglichte ihm eine einjährige Studienreise nach Italien. Dort entstand sein Monumentalwerk Befreiung der Quelle, welches er 1907 im Hagenbund, dessen Mitglied er von 1902 bis 1912 war, ausstellte. Die Stadt Wien erwarb in weiterer Folge das Werk und stellte es im Stadtpark auf. 1903 schuf Heu die Figurengruppen auf der Attika des Hauses der Wiener Kaufmannschaft auf dem Schwarzenbergplatz.
Josef Heu war bereits vor dem Ersten Weltkrieg in Wien durch Großplastiken im öffentlichen Raum bekannt geworden. Während des Krieges arbeitete er als Kriegsmaler und Bildhauer im k.u.k. Kriegspressequartier. Er war auf dem russischen, italienischen, serbischen und albanischen Kriegsschauplatz tätig.
In den Jahren von 1930 bis 1934 war er Präsident der österreichischen Gesellschaft für christliche Kunst, seit 1912 war er Mitglied der Genossenschaft der bildenden Künstler Wiens. Viele seiner Entwürfe für Denkmäler, Brunnen, Statuen und Grabmäler im klassischen Stil konnte er nicht mehr verwirklichen.
Als Professor hatte er viele Schüler, darunter auch später bekannt gewordene wie z. B. Siegfried Charoux und Valerie Lorenz-Szabo. Nach dem „Anschluss“ 1938 wurde er von den Nazis wegen seiner jüdischen Frau mit Arbeitsverbot belegt, sein Atelier wurde beschlagnahmt und er musste aus Österreich flüchten. Anfang 1939 gelangte er nach England, wo er von Aufträgen für Klöster und Kirchen lebte. 1946 war seine Plastik Rufer in der Wüste eines der zentralen Exponate in der großen antifaschistischen Ausstellung Niemals vergessen in Wien. Heu starb 1952 in England, ohne Österreich wieder besucht zu haben.
Als Maler schuf Heu Landschaften und Porträts mit dekorativem Schwerpunkt. Stilistisch ist er ein Vertreter des Spätimpressionismus.

## Werke
- Attika des Hauses der Wiener Kaufmannschaft: links: Macht des Handels zu Lande (Atlas, Merkur); rechts: Macht des Handels zur See (Triton, Nereïden), 1903, SchwarzenbergplatzBrunnen Befreiung der Quelle in Wien

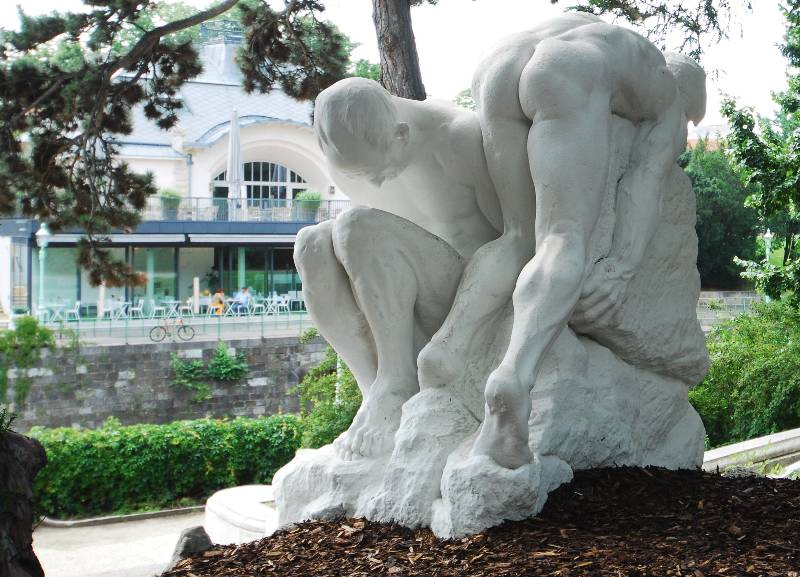
Brunnen Befreiung der Quelle in Wien

- Befreiung-der-Quelle-Brunnen, 1906/07, Wiener Stadtpark

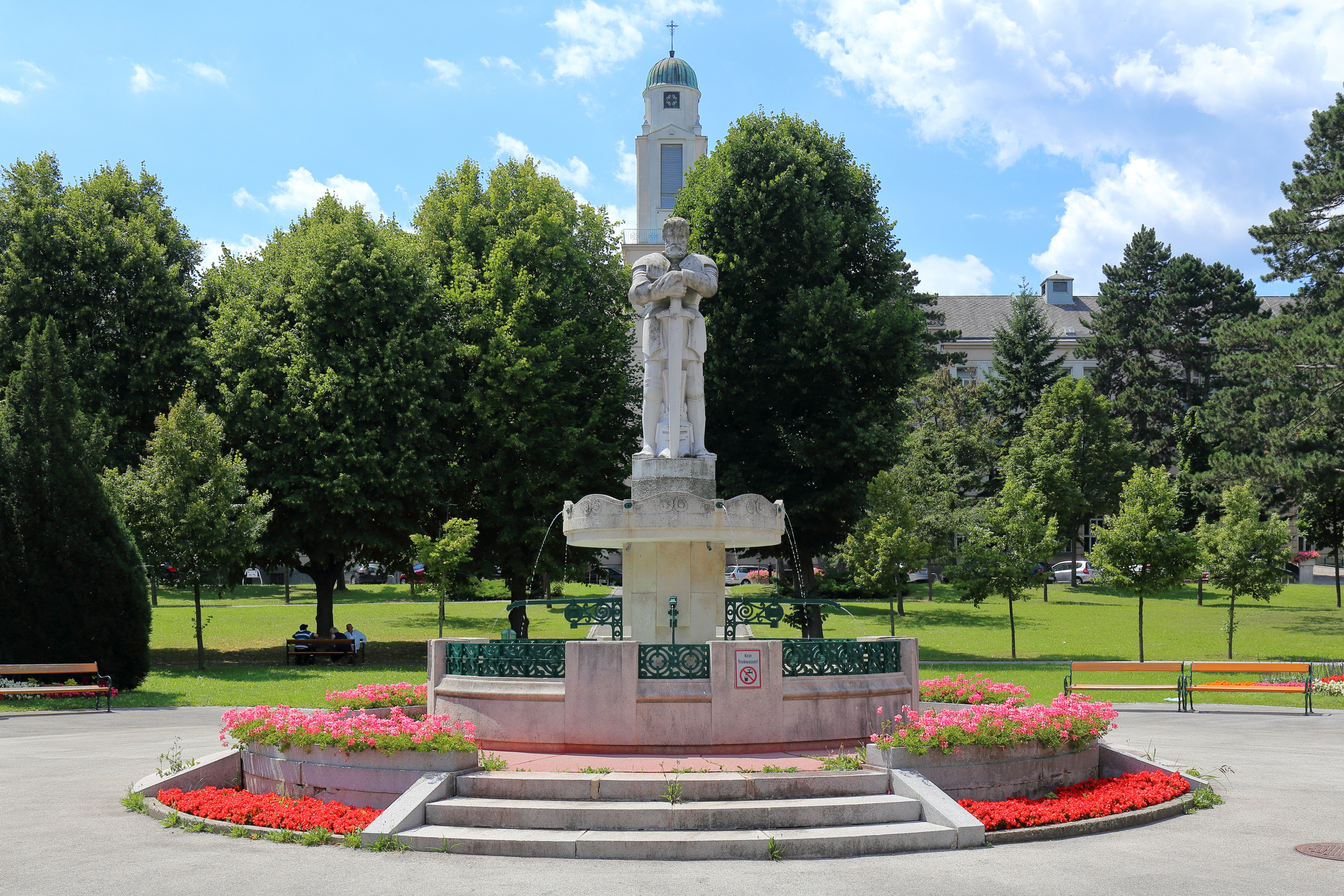
Rolandbrunnen im großen Gartenhof des Krankenhauses Lainz/Hietzing

- Brunnen mit Rolandsfigur, die angeblich Karl Lueger nachempfundene Gesichtszügen trägt, im Krankenhaus Lainz in Wien-Hietzing, um 1912[4]
- Statuette Pionier, 1915, Bronze, 11 × 9 × 30,5 cm, Heeresgeschichtliches Museum, Wien
- Statuette Sanitätshund der k.u.k. Armee, 1918, Bronze, 7 × 12 × 15 cm, Heeresgeschichtliches Museum, Wien[2]
- Bronzebüste Guido Holzknecht im Arne-Karlsson-Park, Wien-Alsergrund; enthüllt am 2. November 1932
- Brunnengruppe Jüngling mit der Gans (auch Knabe mit Schwan) in Wien-Penzing, Wohnhausanlage Jenullgasse 9–15, 1931[5]